# Jazz (pièce de théâtre)
Pour les articles homonymes, voir Jazz (homonymie).
Jazz est une pièce de théâtre en quatre actes de Marcel Pagnol représentée pour la première fois au théâtre du casino de Monte-Carlo le 6 décembre 1926, puis à Paris au théâtre des Arts, le 22 décembre 1926. Peu reprise par la suite, elle est dédiée à son ami et poète Rodolphe Darzens.
Elle raconte la chute et la mort d'un professeur de grec de Université d'Aix-Marseille, le professeur Blaise. Lors de la reprise en 1942, Harry Baur fut accusé d'avoir joué le rôle d'un communiste et arrêté.

## Argument
L'action se déroule entièrement à Aix-en-Provence, sur deux décors : le bureau du professeur et une salle de cours de l'Université.
Blaise, cinquante-six ans, vient de terminer le déchiffrement et l'étude approfondie d'un texte inédit qu'il attribue à Platon, et il s'apprête à accéder à une chaire en Sorbonne. La révélation par un spécialiste anglais de l'inexactitude des hypothèses de Blaise ruine ses espérances d'accéder à l'honneur ultime que représente la Sorbonne (premier acte).
Constatant qu'il vient de consacrer plus de trente ans au savoir, sans penser une seconde à vivre, Blaise fait volte-face. Dans un dernier cours ex cathedra, il encourage ses étudiants à jouir de la vie et traite l'étude de fadaise (deuxième acte).
Amené par les événements à rencontrer le jeune homme qu'il était autrefois, Blaise, dépité et déboussolé, décide de se rabattre sur l'amour. Il révèle à l'une de ses élèves, Cécile, sa passion cachée pour elle et lui demande sa main, qu'elle accepte après un rude combat intérieur (troisième acte).
Au dernier acte, alors que Blaise s'attend à épouser Cécile avant peu, la vraie personnalité de celle-ci se fait jour, ainsi que son affection pour l'un de ses condisciples, l'étudiant serbe Stépanovitch. Confronté une dernière fois à son double « jeune », Blaise tente de le tuer et se tue bien évidemment lui-même.

## Distribution (création)
Légende : casino de Monte-Carlo/théâtre des Arts.
- Harry Baur : Jean Blaise

- Pierre Blanchar : Jean Blaise jeune
- Marc Valbel : Stépanovitch
- Albert Combes : le doyen de la Faculté
- Jean d'Yd : Barricant
- Paul Castan : Bazin
- Ditullio, puis René Kok : Bardonnèche
- Amler, puis Fauron : Brancard
- Max Durey, puis Roussot : Pernette
- Orane Demazis : Cécile Boissier
- Paule Marsa : Mélanie
- Rose Harry-Baur, puis Evelyne Marly : Mademoiselle Poche

## Analyse
- Si vous ne connaissez pas le sujet, laissez ce bandeau (vous pouvez alors contacter les auteurs).
- Si vous supprimez le contenu mis en cause (vous pouvez préalablement contacter les auteurs),

argumentez précisément cette suppression dans la page de discussion
(un manque de référence n'est pas un argument ; une recherche réelle de référence doit avoir été effectuée, être formellement documentée).
La pièce propose de nombreux moments sur le sens et la nature de l'étude, sur la brièveté de la vie, sur la fragilité de la passion. Des personnages secondaires importants (en particulier l'ami de Blaise un quincailler dénommé Barricant, le Doyen de la faculté, et la bonne Mélanie) offrent des dialogues et des situations marquants. Suivant la vague psychanalytique, elle s'appuie en fin de compte sur l'idée que les actes posés dans notre jeunesse sont remplis de conséquences dans l'avenir. Ainsi, à la fin de la pièce, le fantôme du jeune homme contre lequel Blaise combat révèle-t-il son intention profonde de se venger et montre à Blaise comment il a assouvi sa colère contre lui.